# Dasypogonaceae
Die Dasypogonaceae sind eine Familie in der Ordnung der Palmenartigen (Arecales) innerhalb der Monokotyledonen (Einkeimblättrigen Pflanzen), die nur in Australien vorkommen.

## Merkmale
Die Pflanzen sind relativ xeromorph gebaut. Sie besitzen ein Rhizom oder wachsen baumförmig und besitzen ein ausgeprägtes primäres Dickenwachstum. Xylem-Gefäße finden sich nur in den Wurzeln. In den Blatt-Leitbündeln gibt es zwei periphere Phloem-Stränge.
Die Laubblätter stehen wechselständig und besitzen ausgeprägte Blattscheiden.
Die Blüten sind dreizählig. Die Blütenhüllblätter sind trocken. Septalnektarien sind vorhanden. Pro Fruchtblatt gibt es eine aufrechte Samenanlage. Die Samen sind rund mit einer hellgelben Samenschale (Testa).

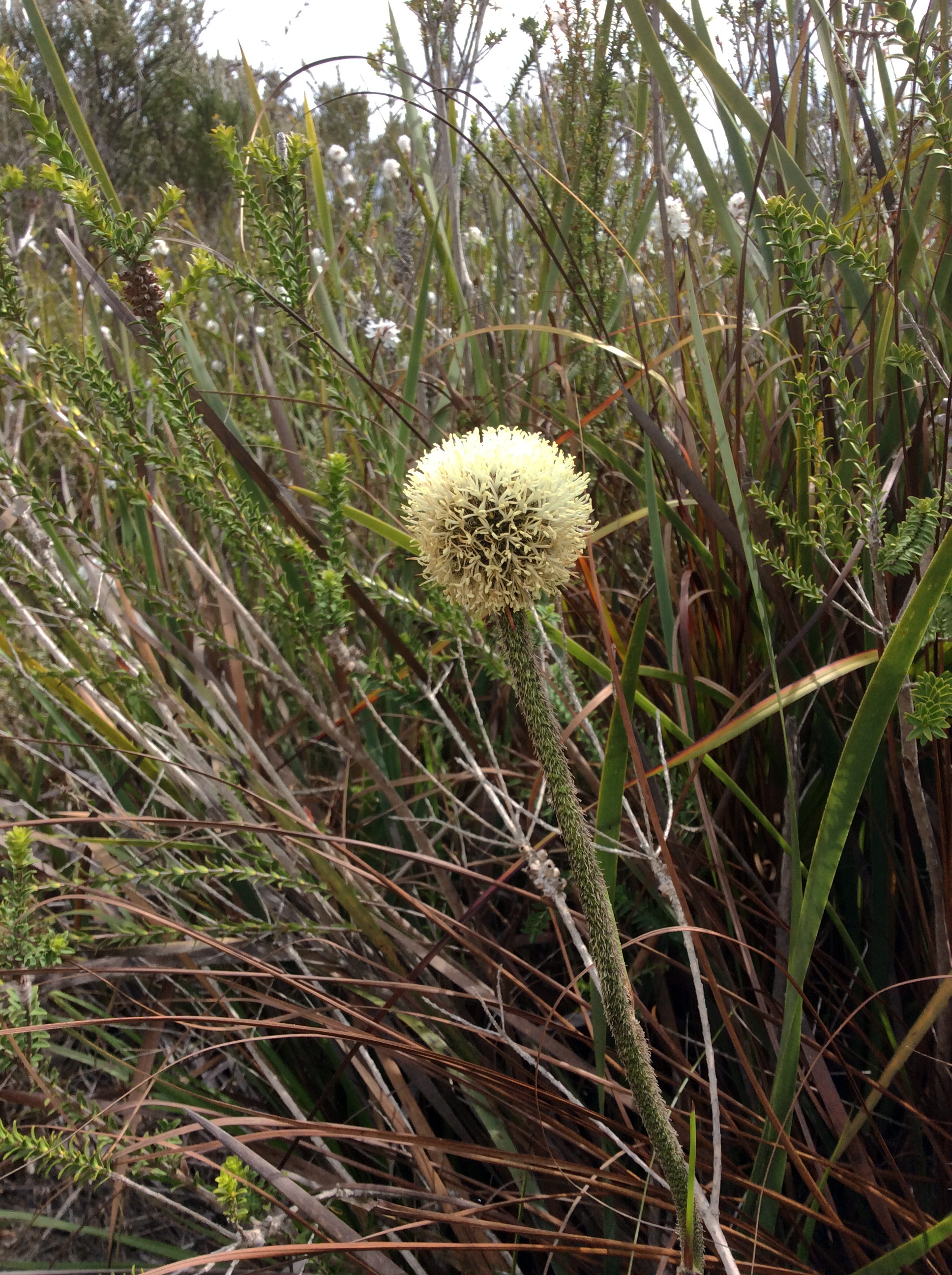
Dasypogon bromeliifolius

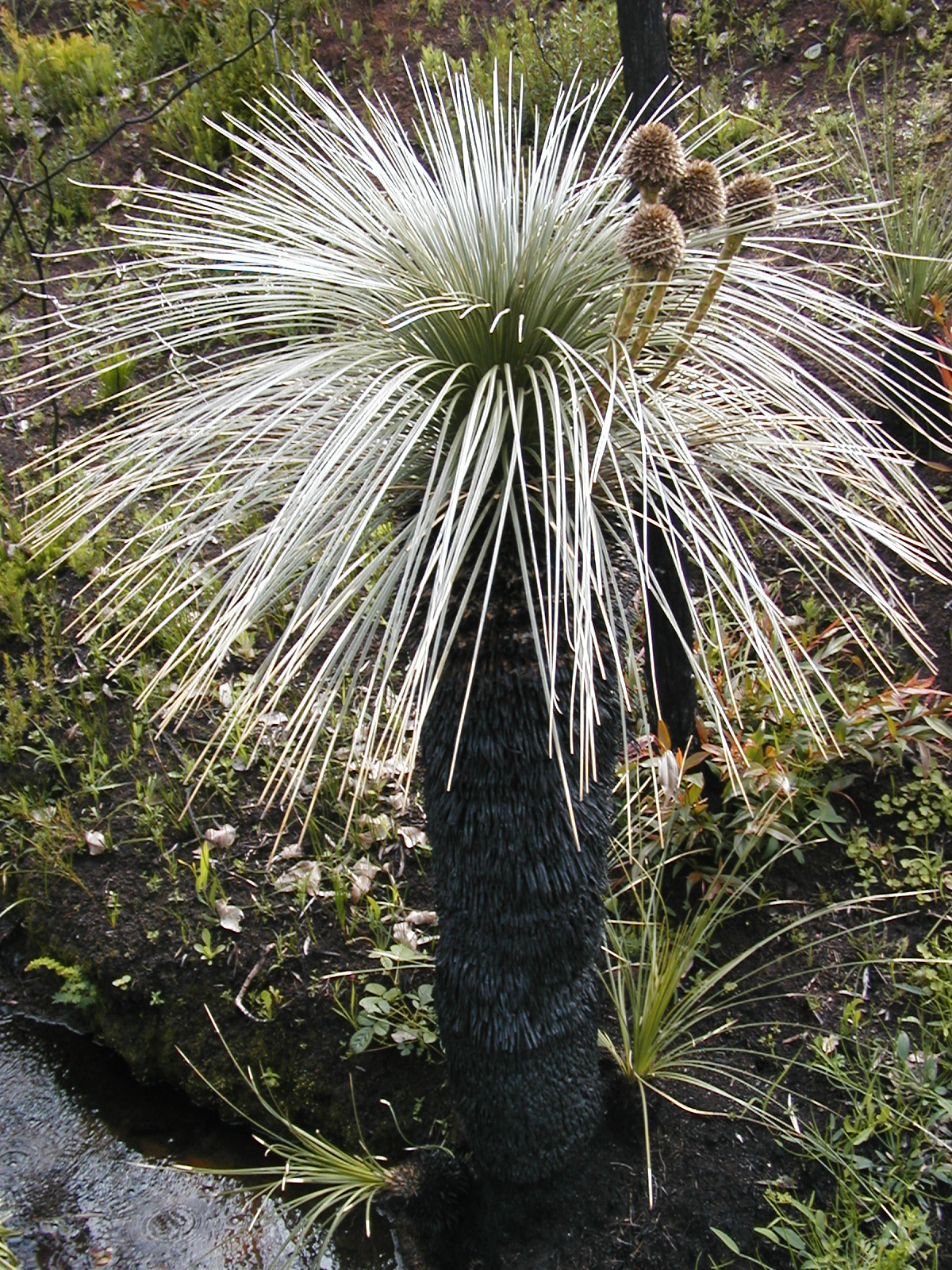
Kingia australis

## Systematik und Verbreitung
Die Dasypogonaceae sind eine monophyletische Gruppe. Sie wurde 1829 durch Barthélemy Charles Joseph Dumortier aufgestellt. Typusgattung ist Dasypogon R.Br.
Die Dasypogonaceae werden zu den Commeliniden gestellt. Ihre systematische Stellung innerhalb der Commeliniden war lange unklar, weshalb sie lange keiner Ordnung zugeordnet wurden. Nach neueren molekulargenetischen Untersuchungen mit ausreichender Artenanzahl sind sie jedoch eindeutig die Schwestergruppe der Arecaceae, weshalb sie von der Angiosperm Phylogeny Group 2016 in die Ordnung der Arecales gestellt wurden.
Die Familie Dasypogonaceae kommt nur im mediterranen südwestlichen Australien sowie im Bundesstaat Victoria vor.
Die Familie Dasypogonaceae enthält vier Gattungen:
- Baxteria R.Br. ex Hook. mit der einzigen Art:
  - Baxteria australis R.Br. ex Hook.: Sie kommt im südwestlichen Australien vor.[6]
- Calectasia R.Br.: Mit 11 Arten, die im südwestlichen und südöstlichen Australien vorkommen.[6]
- Dasypogon R.Br.: Mit drei Arten. Sie kommen im südwestlichen Australien vor.[6]
- Kingia R.Br. mit der einzigen Art:
  - Kingia australis R.Br.: Sie kommt im südwestlichen Australien vor.[6]